# Idiografisk-nomotetisk
Idiografisk och nomotetisk forskning hänvisar till graden av allmängiltighet i en undersöknings problemställning.
Forskning som tar sikte på att belysa enskilda unika händelser kallas idiografisk medan forskning som söker komma fram till så generell kunskap som möjligt kallas nomotetisk. Andra ord för samma sak är singulariserande forskning och generaliserande forskning.
Olika discipliner är antingen det ena mer än det andra. Historieforskningen har ofta en idiografisk prägel, medan ett ämne som sociologi har tydliga nomotetiska ambitioner att vilja identifiera allmänna lagbundenheter i mänskligt beteende. Inom statsvetenskapen finns båda ytterligheter representerade. Oftast eftersträvas en mellanposition, dvs. man eftersträvar generell kunskap men med klara avgränsningar i tid och rum.